# NSA Call Database
NSA call database är en databas skapad av amerikanska National Security Agency (NSA) som uppskattas innehålla 1,9 biljoner registreringar av amerikanska medborgares telefonsamtal.
Databasens existens var okänd för allmänheten fram tills att den avslöjades av USA Today den 10 maj 2006. NSA:s egna kodnamn för programmet är "Stellar Wind".
Inom ramen för "President's Surveillance Program" gav George W. Bush NSA utökade befogenheter att avlyssna och övervaka telekommunikationer, bl.a. genom att skapa NSA Call Database. Bushadministrationens hantering av programmet ledde till att USA:s justitieminister John Ashcroft, biträdande justitieminister James B. Comey och FBI-chefen Robert Mueller hotade med att avgå. Kontroversen hamnade på sin spets när Bushs dåvarande personliga juridiska rådgivare Alberto Gonzales den 10 mars 2004 försökte övertyga justitieminister John Ashcroft om att godkänna en fortsättning av programmet, trots att Ashcroft vid tidpunkten var inlagd på sjukhus för intensivvård och inte var insatt i frågan. James B. Comey var tjänstgörande justitieminister men vill inte godkänna programmet eftersom det saknades godkännande av kongressen. Programmets fortsättning godkändes den 11 mars 2004 av Bush och Gonzalez utan Ashcroft eller Comey. Ashcroft meddelade sin avgång den 9 november 2004 efter presidentvalet och ersattes av Gonzales.
I Sverige har Försvarets radioanstalt en motsvarande databas, Titan.